# ЗІЛ-4105
ЗІЛ-4105 («Бронекапсула») — радянський і російський броньований автомобіль великого (представницького) класу з кузовом типу лімузин. Броньована модифікація автомобіля на шасі ЗІЛ-4104. Виготовлявся на заводі імені Лихачова.

## Історія створення
Після смерті Сталіна броньовані автомобілі були забуті, не розроблялися і не використовувалися керівництвом партії і держави. Хрущов, підкреслюючи свій демократизм, волів їздити у відкритих автомобілях з кузовом типу Фаетон. Необхідність броньованого автомобіля для керівників держави була усвідомлена після невдалого замаху на життя Леоніда Брежнєва 22 січня 1969 року, під час якого водій ЗІЛ-111 І. Жарков отримав смертельні поранення.
Здача на випробування перших експериментальних автомобілів планувалася до 19 грудня 1982 року, до дня народження Леоніда Брєжнєва, але була відкладена у зв'язку з його смертю. У 1983—1985 роках автомобілі пройшли ряд успішних вогневих тестів на обстріл з гвинтівки СВД, з підривом гранат під бензобаком і на даху. Крім того були проведені порівняльні випробування з основним конкурентом — автомобілем Cadillac Fleetwood Limousine, броньованим компанією O Gara Hess & Eisenhardt. Випробування показали, що поставлені перед розробниками завдання реалізовані досить якісно, захист ЗІЛ-4105 значно перевершував захист американського автомобіля. За комплексом характеристик ЗІЛ був одним з кращих автомобілів свого часу у світі.

## Характеристики та модифікації
Автомобіль мав три модифікації, що відрізнялися зовнішнім обвісом: ЗІЛ-4105 (зовні ЗІЛ-4104), ЗІЛ-41051 (зовні ЗІЛ-41045) і ЗІЛ-41052 (зовні ЗІЛ-41047).
Бронекапсули автомобілів ідентичні, зварювалися на Курганському машинобудівному заводі. Всього було виготовлено 25 бронекапсул дві з яких були призначені для вогневих випробувань (ЗІЛ-4105). Капсули виготовлялися із сталі марки 68ХГСЛМН. Товщина броні від 4 до 10 мм. Товщина куленепробивних стекол: лобового — 43 мм, бічних і заднього — 47 мм
Багатошарові пожежовибухобезпечні паливні баки, що самозатягувалися при пробої, розроблялися і виготовлялися на дослідному виробництві НДІ Сталі. Споряджена маса автомобіля коливалась в межах 5 160 — 5 225 кг, у залежності від призначення броньовика та наявності обладнання. Автомобіль був обладнаний двома обігрівачами салону підвищеної потужності і кондиціонером.